# Персіановське сільське поселення
Персіановське сільське поселення — муніципальне утворення у Октябрському районі Ростовської області.
Адміністративний центр поселення — селище Персіановський.
Чисельність населення становить 14096 осіб (2010 рік).

## Географія
Персіановське сільське поселення розташоване в центральній частині Октябрського району, займає площу 209,3 км². Відстань до районного центру — 25 км

## Адміністративний устрій
До складу Персіановського сільського поселення входять:
- селище Персіановський — 7592 особи (2010 рік);
- селище Кадамовський — 1325 осіб (2010 рік);
- селище Козацькі Лагері — 4994 осіб (2010 рік);
- хутір Суворовка — 185 осіб (2010 рік).

.

## Господарство
На території поселення розташоване 1 промислове підприємство, що спеціалізується на ремонті сільськогосподарської техніки — ВАТ «РТП Персіановське» (62 людини); 2 великі сільськогосподарські підприємства: ФДУП «Учгосп Донське», що спеціалізується на організації навчальної практики студентів, виробництві та реалізації елітного насіння рослин, вирощуванні і реалізації племінної худоби (235 працівників); і ФДУСП «Кадамовське СКВО» (площа 2222 га), що спеціалізується на виробництві сільськогосподарської продукції.
У поселенні 3 фельдшерсько-акушерських пункти, 1 лікарська амбулаторія, 1 лікарня. З закладів освіти у поселенні 3 дошкільних навчальних заклади, 1 основна школа, 2 повних середніх шкіл, 1 вищий навчальний заклад. З соціальних закладів: 6 закладів культури, 7 спортивних залів, 18 спортивних майданчиків.

### Транспорт
Протяжність автошляхів з твердим покриттям — 34,2 км. По території поселення проходить газопровід середнього тиску протяжністю 98 км.
Газифікованість: Персіановський — 95 %, Кадамовський — 83 %. Водопостачанням забезпечені 2 населених пункти.
Територією поселення проходять 6 автотранспортних пасажирських маршрутів.